# Weinetikett

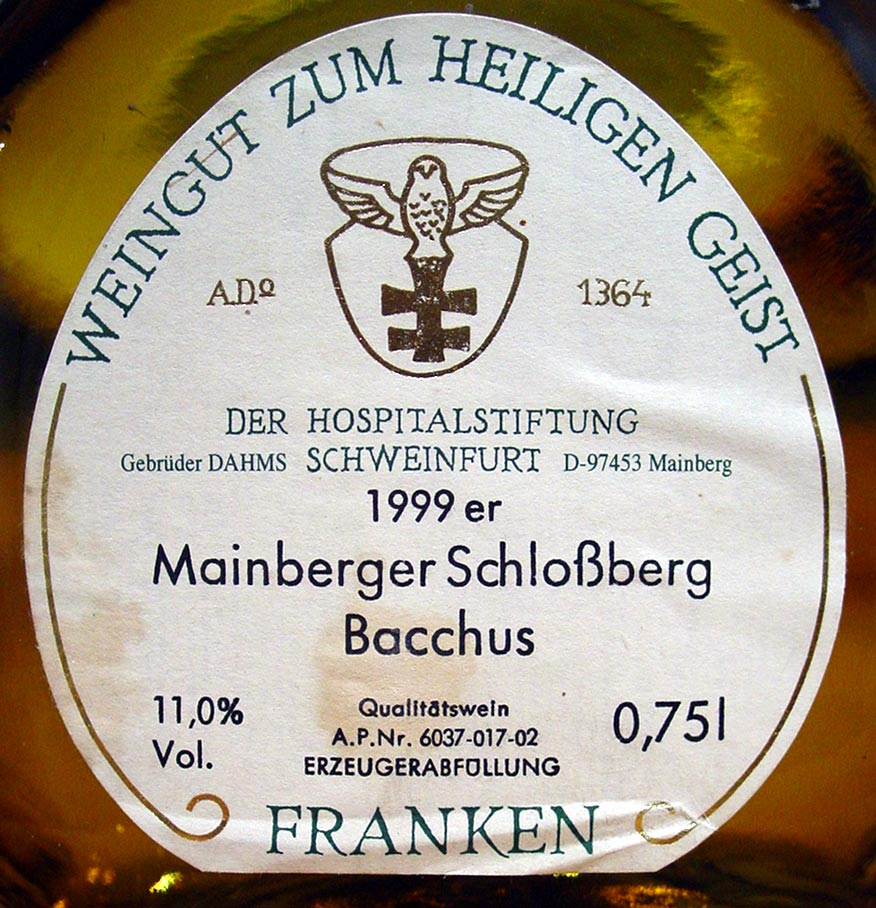
Weinetikett auf einem Bocksbeutel

Das Weinetikett stellt für den Verbraucher eine Informationsgrundlage für den Kauf von Weinen dar. Jedes Weinbehältnis mit einem Volumen von unter 60 Litern muss etikettiert sein.

## Angaben
Das Bezeichnungsrecht für Wein regelt detailliert Inhalt und teilweise auch formale Kriterien (wie Schriftgröße) der Angaben auf dem Etikett. Grundsätzlich gilt das Prinzip, dass nur ausdrücklich erlaubte Informationen auf dem Etikett untergebracht werden dürfen; hierbei sind einige verpflichtend vorgeschrieben, andere wahlweise:

### Verpflichtend vorgeschriebene Angaben
Diese müssen leicht lesbar im gleichen Sichtbereich auf dem Etikett angebracht sein.
Qualitätsstufezum Beispiel Qualitätswein, Landwein
Geografische HerkunftDie Angabe der geografischen Herkunft ist teilweise verpflichtend vorgeschrieben, teilweise wahlweise zu gebrauchen. Das hängt von der Qualitätsstufe und davon ab, wie detailliert die geografische Angabe ist.
AbfüllerDie Angabe des Abfüllers muss auch den Ort umfassen, in dem der Abfüller seinen Sitz hat. Unter Umständen kann die Abfüllerangabe mit einer Kennziffer codiert sein.
AlkoholgehaltDer vorhandene Alkoholgehalt muss in der Einheit Volumenprozent angegeben werden.
Nennvolumenbezeichnet das Volumen der Weinflasche.
Loskennzeichnungzur Identifizierung des Weines; bei Qualitätswein wird die Loskennzeichnung ersetzt durch die
Amtliche PrüfungsnummerDiese Nummer identifiziert den Wein bezüglich der Qualitätsweinprüfung.
Enthält SulfiteSeit 2006 ist diese Angabe verpflichtend vorgeschrieben, wenn der Wein bei der Herstellung geschwefelt wurde.
Kasein, OvalbuminWenn Weine mit den eiweißhaltigen Schönungsmitteln Kasein oder Ovalbumin geschönt werden und in der EU nach dem 30. Juni 2012 in den Handel kommen, muss dies auf dem Weinetikett angegeben werden. Dabei gibt es eine Übergangsfrist für bestehende Weinbestände.

### Wahlweise zu gebrauchende Angaben
Die wichtigsten wahlweise zu gebrauchende Angaben sind:
- Jahrgang das heißt das Jahr, in dem die Trauben für den Wein gewachsen und in der Regel auch geerntet wurden. Darf auch nur auf dem Etikett angegeben werden, wenn mindestens 85 % der Reben in diesem Jahr geerntet wurden.
- Rebsorte zum Beispiel Riesling. Es kann die Rebsorte angegeben werden, aus welcher der Wein zu mindestens 85 % gekeltert wurde. Die Angabe zweier Rebsorten ist ebenfalls möglich, dann muss der Wein aber zu 100 % aus diesen Rebsorten bestehen.
- Geschmacksangabe Es sind die Bezeichnungen „Trocken“, „Halbtrocken“, „Lieblich“ oder „Süß“ zulässig.
- Weinort und Lage, dies beschreibt die genaue Herkunft des Weins, zum Beispiel „Assmannshäuser Höllenberg“.
- Zusätzliche Angaben wie etwa Trinktemperaturen oder Speiseempfehlungen sind seit 2007 zulässig.

## Geschichte

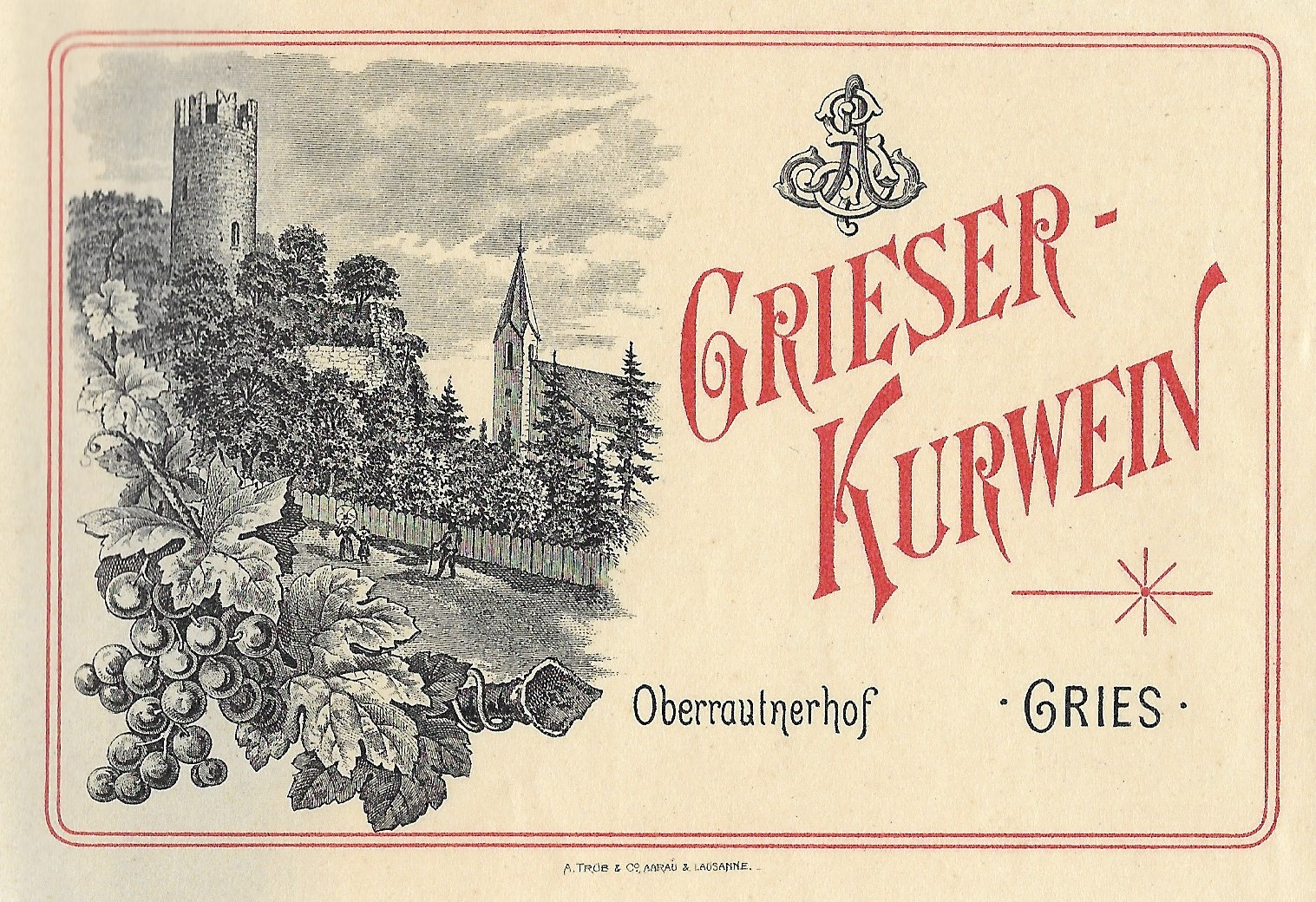
Weinetikett des Grieser Kurweins, gekeltert vom Weinhof Schmid-Oberrautner, von ca. 1910

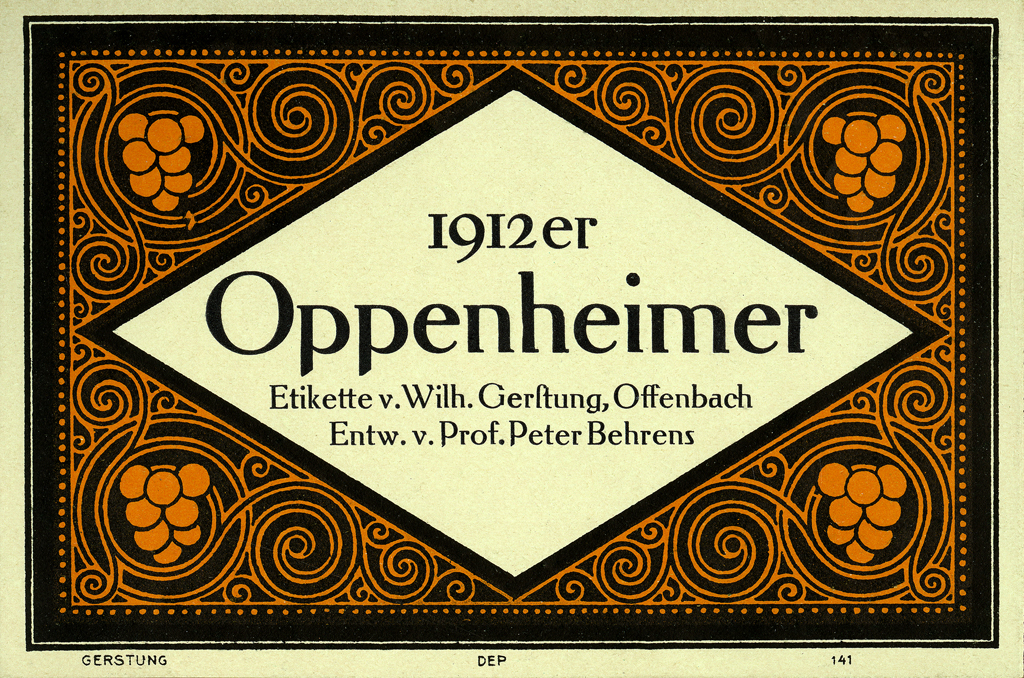
Weinetikett von Wilhelm Gerstung für einen 1912er Oppenheimer nach einem Entwurf von Peter Behrens

Vorläufer des heutigen Weinetiketts gab es schon vor etwa 6000 Jahren bei den Sumerern, die ihre Gefäße mit Rollsiegeln versahen, welche Informationen über den enthaltenen Wein enthielten. Bei den Griechen und Römern wurde das Rollsiegel durch einen kleinen Anhänger ersetzt, der an die Amphore gehängt wurde, oder die Informationen wurden schlicht in die Amphore geritzt. Diese Zettelchen waren auch im Mittelalter noch gebräuchlich. Erste Weinetiketten, wie wir sie heute kennen, kamen erst mit der Lithografie auf, die es ermöglichte zu vertretbaren Kosten auch kleine Mengen von Etiketten herzustellen. Das erste bekannte Weinetikett mit Bild wurde für einen 1822er F.M. Schloss Johannisberger Cabinets Wein verwendet und stellte das Schloss mit den umliegenden Weinbergen grafisch dar.
Zu Beginn des 20. Jahrhunderts spezialisierte sich die Graphische Anstalt W. Gerstung auf den Druck von Weinetiketten. Die Gestalter wurden direkt von der Druckerei engagiert, darunter Persönlichkeiten wie Peter Behrens, Richard Throll und Ludwig Enders.